# James George Needham
James George Needham (* 18. März 1868 in Virginia, Illinois; † 24. Juli 1957 in Ithaca, New York) war ein US-amerikanischer Entomologe und Limnologe. Er produzierte über 350 Veröffentlichungen. 
Er studierte am Knox College und wurde nach erlangen des Masters Lehrender an der Universität. Auf Einladung John Henry Comstocks, der über sein Werk Elementary Lessons in Zoology auf ihn aufmerksam geworden war, wurde Needham ein Goldwin Smith Scholar an der Cornell University. Eine Frucht der zweijährigen Zusammenarbeit auf dem Gebiet der Flügeladerung von Insekten ist das Comstock-Needham-System. Im Jahr 1898 folgten neun Jahre als Professor für Biologie an der Lake Forest University. Danach kehrte an die Cornell University zurück und wurde nach der Emeritierung Comstocks, im Jahre 1914, Leiter des Entomologie-Departments an der Cornell University. Dieses Amt füllte er bis zu seiner eigenen Emeritierung bis 1935 aus. Im folgenden Lebensabschnitt schrieb er noch über 150 Veröffentlichungen.